# Libellula angelina
Libellula angelina е вид насекомо от семейство Плоски водни кончета (Libellulidae). Видът е критично застрашен от изчезване.

## Разпространение
Разпространен е в Китай, Северна Корея, Южна Корея и Япония.